# Norske Kvinners Sanitetsforening
Norske Kvinners Sanitetsforening (N.K.S.), auch bekannt als Sanitetskvinnene, ist eine norwegische Wohlfahrtsorganisation, deren ehrenamtliche Mitarbeiter im Gesundheits- und Sozialbereich arbeiten. Sie wurde 1896 von Frauenrechtlerinnen gegründet, und die Gesundheit und die Lebensbedingungen von Frauen stehen noch immer im Zentrum der Aktivitäten, die von 550 lokalen Ortsverbänden erbracht werden. Gewählte Leitungsorgane auf den Ebenen Ortsverband, Fylke und National legen die konkreten Tätigkeiten fest, zu denen auch die Unterstützung von Kindern, älteren Menschen und Migrantinnen, Rettungseinsätze in Notfällen und Engagement in der Entwicklungszusammenarbeit gehören. N.K.S. betreibt Sozialeinrichtungen größtenteils im staatlichen Auftrag. Sie ist nicht-religiös und politisch neutral.
„The Norwegian Women's Public Health Association is Norway's largest women's organization, our purpose is to contribute to a safe and inclusive society through the voluntary activities of our members. […] We stand together to improve women's living conditions – locally, nationally, and internationally.“ (Selbstdarstellung auf ) Die Mitarbeit ist auch für Männer möglich.

## Organisation

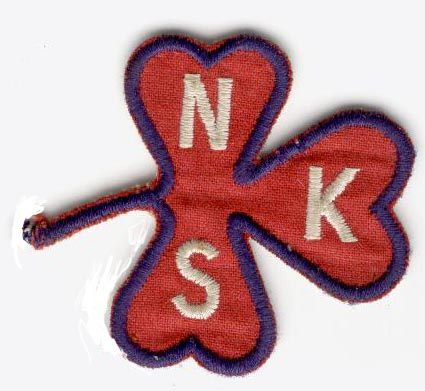
Logo der N.K.S.

Der Organisation gehören 550 lokale Verbände mit insgesamt rund 44.000 Mitgliedern an (2024). „Die lokalen Organisationen genießen eine große Freiheit bei der Wahl ihrer Aufgaben und sind daher gut in der lokalen Gemeinschaft verankert.“
Der Standort des unter der Nummer 970 168 001 registrierten Vereins ist 0153 Oslo, Kirkegata 15. Vorsitzende (Styrts leder) ist Marit Bjørnstad, Geschäftsführerin (Daglig leder) Malin Stensønes. Fünf Untereinheiten sind eigenständig registriert:
- Norske Kvinners Sanitetsforening Avd Flerkulturelle Doulaer in Bergen
- Norske Kvinners Sanitetsforening Avd Nks Kontor Ansatt in Oslo
- Norske Kvinners Sanitetsforening Kvinnehelsehus Kristiansand in Kristiansand
- Norske Kvinners Sanitetsforening Veiledningssenter For Pårørende I Nord-Norge Avd Alta in Alta
- Norske Kvinners Sanitetsforening Veiledningssenter For Pårørende I Nord-Norge Avd Bodø in Bodø

N.K.S. erhält seit 1997 von der Stiftelsen Dam (Dam-Stiftung) finanzielle Zuschüsse. 2024 wurden 44 Projekte mit insgesamt 17.382.130 NOK unterstützt (≈ 1,5 Millionen €). Die Stiftung verwaltet einen Teil der Gewinne von Norsk Tipping, einer Gesellschaft in Staatsbesitz, die das Glücksspielmonopol innehat.
Die Organisation gibt die Mitgliederzeitschrift Fredrikke heraus.

## Geschichte

### Gründung
N.K.S. wurde am 26. Februar 1896 von Mitgliedern der norwegischen Frauenbewegung gegründet, auf Initiative von Fredrikke Marie Qvam, Randi Blehr, Cecilie Thoresen Krog, Margrethe Vullum und Pylle Horst. Die treibende Kraft war F. M. Qvam, die den Verein bis zu ihrem 90. Geburtstag 1933 leitete. „Sie sah die Frauenfrage in einem breiteren politischen Kontext und entwickelte sich zu einer politischen Akteurin und großen Strategin, noch bevor die norwegischen Frauen volle politische Rechte erlangt hatten.“ Ihr Hauptanliegen war das Frauenwahlrecht, für das sie auch in der liberalen Venstre Unterstützer suchte. In einem Tauschhandel sollten die Frauen für das erhaltene Stimmrecht einer „Wehrpflicht“ nachkommen, indem sie Material und Personal für den Kriegseinsatz bereitstellten. Allgemein wurde befürchtet, dass die Auseinandersetzung mit Schweden zu Kriegshandlungen führen würde.

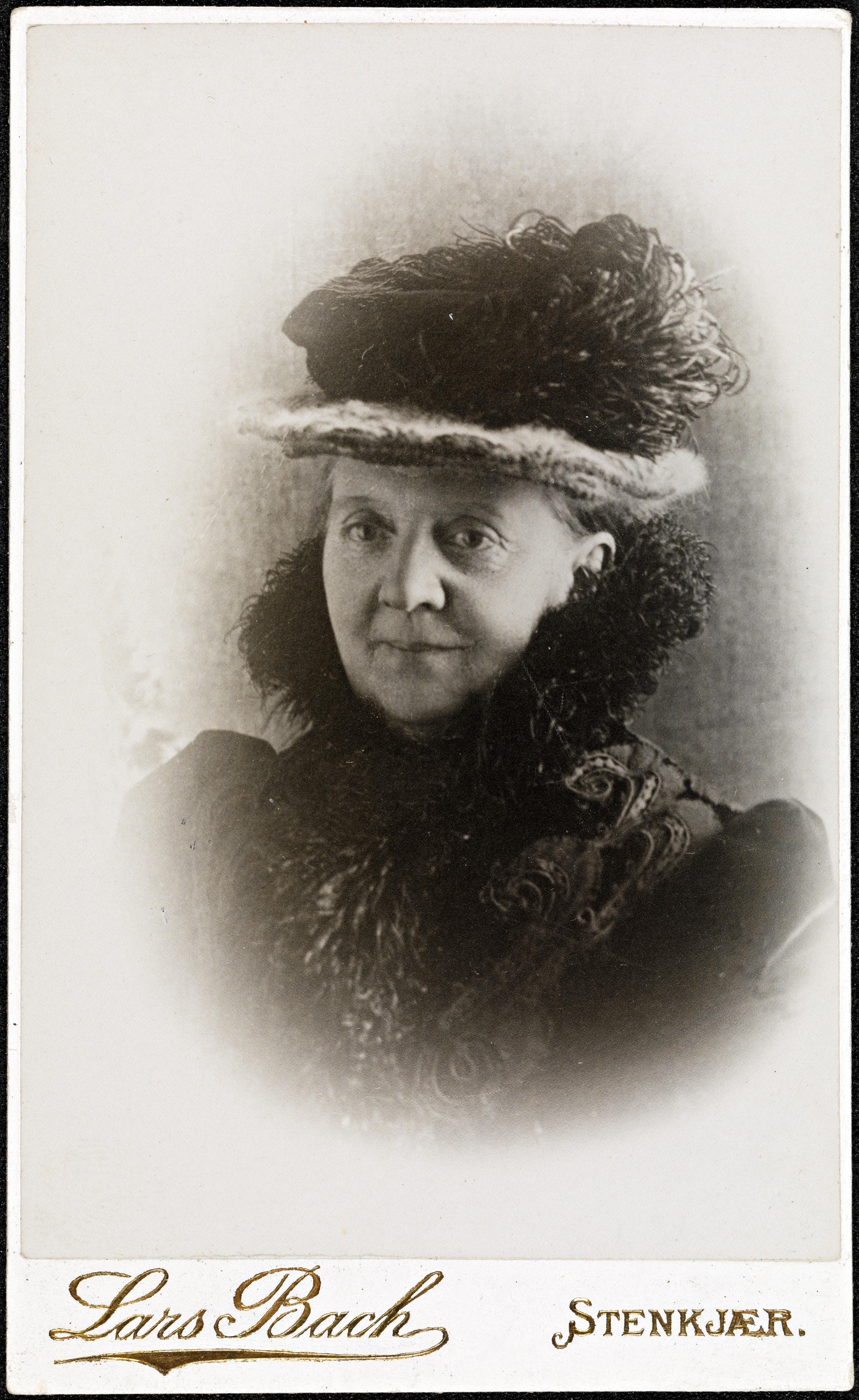
Fredrikke Marie Qvam (1843–1938), eines der Porträts, das die Frau statt die Pose zeigt.

„Norske Kvinders Sanitetsforening wurde 1896 mit folgendem Programm gegründet:
1. Beschaffung von medizinischen Geräten für den Einsatz im Feld.
2. Ausbildung von Krankenschwestern, die zum Kriegsdienst verpflichtet sind.
3. Sofortige Hilfe bei größeren Katastrophen im Frieden, z. B. Naturkatastrophen, Brände, Epidemien.“[11]

Die Katastrophenhilfe spielte schon in den ersten Jahren eine Rolle, z. B. bei Großbränden in Ålesund, Namsos und Levanger, sowie 1909, als eine Choleraepidemie auszubrechen drohte. Am 14. August 1907 wurde N.K.S vom Verteidigungsministerium als „freiwilliger Hilfsverband für die Sanitätsdienste der Armee im Kriegsfall“ anerkannt. (Dieser Status als nationale Hilfsgesellschaft im Sinne der Genfer Konventionen wurde im selben Jahr auch dem Norwegischen Roten Kreuz verliehen.)

### Ausweitung
„Sanitetsforeningen wurde zu einer wichtigen sozialpolitischen Organisation, aber auch zu einem Brückenkopf für den Wahlrechtskampf im ganzen Land und zu einem Bindeglied für die linke Mobilisierung in der Endphase des unionskampens“ für die Unabhängigkeit Norwegens.
1898 begann die Ausbildung von Krankenschwestern, für die vom Sanitetsforening auch ein Wohnheim eingerichtet wurde. Die Krankenschwestern (bis zum Jahr 1911 waren es 190) „sind über das ganze Land verstreut, in Krankenhäusern in den Städten und in ländlichen Gebieten als Angestellte des öffentlichen Dienstes oder als Private.“
Die ‚zivile‘ Krankenpflege, im Gründungsprogramm noch nicht enthalten, wurde schon bald die Hauptbeschäftigung von N.K.S. 1899 wurde die Bekämpfung der Tuberkulose, ein besonderes Anliegen von F. M. Qvam, in das Programm aufgenommen. Mit der Behandlung von „anderen Volkskrankheiten“ wie Rheuma, Krebs, Asthma und Poliomyelitis, der „Verbesserung der öffentlichen Gesundheit“ im Allgemeinen und dem Eintreten „für eine gute, organisierte Krankenpflege in ländlichen und städtischen Gebieten“ (Zitate aus dem Programm von 1959) weitete der Verein seine Aktivitäten stark aus.
Seit 1916 wurde die Mitgliederzeitschrift Folkehelsen. Sanitetsforeningens Blad herausgegeben.

### Gesundheitszentren

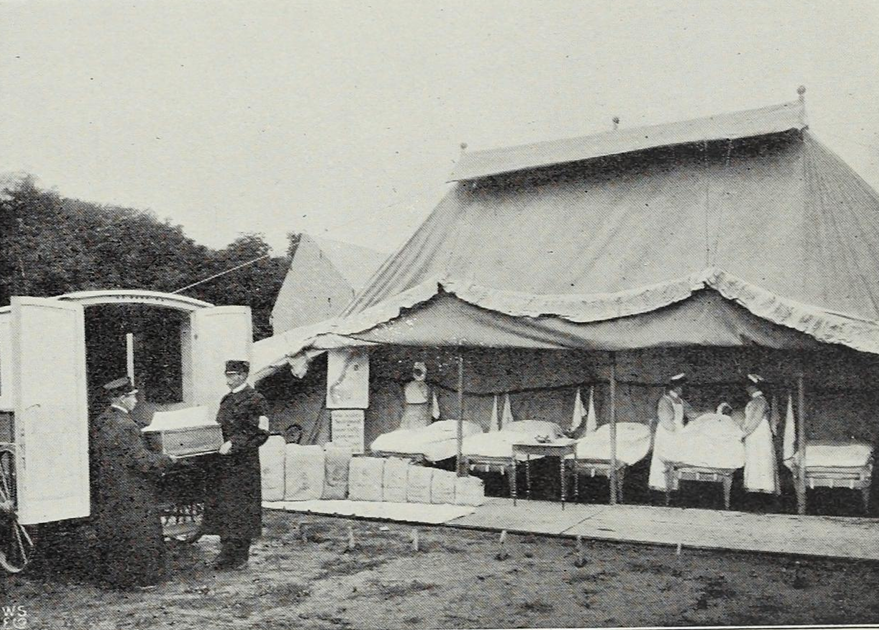
Norske Kvinners Sanitetsforening: 1911. Transportable medizinische Ausrüstung für das Feld. Krankenwagen von Kristiania Sanitetsforening.

1914 begann der Verein mit der Errichtung von Helsestasjonen (auch: Kontrollstasjoner), von denen bis 1974 landesweit rund 650 eingerichtet wurden. In diesen „Gesundheitszentren“ werden Kinder von der Geburt bis zum Schuleintritt regelmäßig untersucht und behandelt. Gegenwärtig (2024) wird ein standardisierter Ablauf von 14 Sprechstunden eingehalten: „Die erste Beratung ist ein Hausbesuch für Neugeborene. Danach finden in regelmäßigen Abständen Konsultationen im Gesundheitszentrum statt. Einige der regelmäßigen Beratungen, wie z. B. die 4-Monats-Sprechstunde, bei der Themen wie Zahngesundheit, Schlaf und Sicherheit des Kindes behandelt werden, werden in Gruppen durchgeführt.“
1974 wurden durch das helsestasjonsloven (Gesundheitszentren-Gesetz) die Gesundheitszentren an die jeweiligen Kommunen übergeben. Private Wohltätigkeit war der Vorreiter für den öffentlichen Dienst gewesen.

### Hausfrauenferien
„Bereits in den 1920er Jahren hatten verschiedene zivilgesellschaftliche Gruppen festgestellt, dass Frauen, die zu Hause blieben, selten oder nie wirklichen Urlaub bekamen, und begannen daher, Erleichterungen für ‚bedürftige Hausfrauen‘ zu organisieren. Der Gjøvik husmorlag beispielsweise organisierte ‚belebende und erholsame Aufenthalte auf dem Land‘. Das Geld dafür wurde durch die Verlosung von Geschenken aufgebracht, und husmorlag übernahm nicht nur die Kosten für Reise und Unterkunft, sondern versuchte auch, anstelle der abwesenden Frau eine Ersatzhausfrau (husmorvikar) im Haushalt zu beschäftigen.“ Ab den 1950er Jahren bis 1981 wurde der Hausfrauenurlaub staatlich gefördert. Auch N.K.S. beteiligte sich an der Aktion durch die Einstellung von Ersatzhausfrauen.

### Leistungsbericht 1959
Ein im Staatskalender für 1959 erschienener Leistungsbericht demonstriert den verglichen mit der Gegenwart weitaus größeren Umfang der Tätigkeiten von Norske Kvinners Sanitetsforening. 245.000 Mitglieder waren in 19 Bezirksverbänden bzw. 1.286 Ortsverbänden organisiert. Es wurden 627 Gesundheitszentren betreut. Die arbeid i marken (Arbeit vor Ort) in der Form von Sachleistungen (Medikamente, Pflegematerial, Betten), Krankentransporte, Unterbringung und Sommeraufenthalte, Ersatzhausfrauen usw. kostete jedes Jahr rund 8 Millionen NOK.
Noch aufwendiger waren die Einrichtungen: „Im Jahr 1957 verfügte die Organisation beispielsweise über insgesamt vier Krankenpflegeschulen, die jährlich etwa 500 Schüler ausbilden, insgesamt 3.500 Krankenschwestern und -pfleger, 102 verschiedene Krankenhäuser, Kliniken, Tuberkuloseheime, Entbindungsheime, Erholungsheime usw. mit etwa 2.000 Betten, 327 Saunabäder mit 350.000 Bädern pro Jahr, 174 Gesundheitsinstitute, 10 physikalische Institute, 30 Kindergärten usw. Die Gesamtbetriebskosten dieser Einrichtungen belaufen sich auf etwa 15 Millionen NOK jährlich.“
In den Jahrzehnten seitdem wurden die Leistungen zurückgefahren, aus mehreren Gründen. Aktivititäten wurden in den öffentlichen Dienst übernommen (z. B. die Gesundheitszentren), vermehrter Wohlstand und die dadurch verbesserte Volksgesundheit machten Wohltätigkeit weniger nötig, und Änderungen im Sozialsystem wie Teilzeitarbeit, Karenzregelungen und erhöhte Urlaubsansprüche reduzierten das Bedürfnis nach Hausfrauenurlaub.

### Aktuelle Orientierung

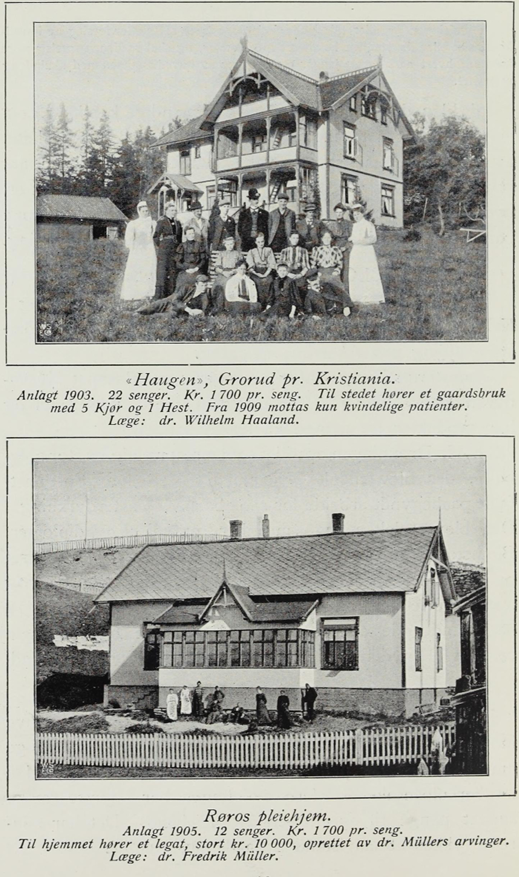
Norske Kvinners Sanitetsforening: 1911. Pflegeheime

Die aktuelle Mission von N.K.S. ist breiter gefächert und in der Selbstdarstellung überwiegt das soziale Anliegen die Bekämpfung von Krankheiten: „N.K.S. sees women's living conditions as a multifaceted concept – therefore our commitment covers a wide range of issues. We are equally committed to contributing to research on women's health as to working on behalf of women who have been exposed to violence and minority women and more generally, to improving women's rights in society. We work for women in all stages of life.“
„N.K.S. has programs that provide positive experiences for children living in difficult circumstances over time, and we can provide care in connection with search and rescue situations, disasters and accidents.“
„N.K.S. is a significant contributor to society. We are active in central forums, in collaboration projects and events, as well as serving as a consultative body for public authorities.“

## Maiblumenaktion
Seit 1909 verkauft Norske Kvinners Sanitetsforening während einiger Wochen im Mai Maiblumen; seit 1913 in Zusammenarbeit mit dem Nasjonalforeningen for folkehelsen (Nationalverband für Volksgesundheit). In den ersten Jahren kam der Erlös dem Kampf gegen die Tuberkulose zugute, heute sind benachteiligte Kinder die Nutznießer aus den Verkäufen. Maiblomst ist eine Papier- bzw. heute Plastikblume, die am Revers oder auf dem Hut getragen werden kann. Jedes Jahr wird sie in einer anderen Farbe produziert. Seit 1935 werden auch großformatige Blumen zum Anstecken an Autos verkauft. In Schweden, wo diese Aktion erfunden wurde und ebenfalls zur Bekämpfung der Kinderarmut durchgeführt wird, heißt die Blume Majblomma.

## Literatur

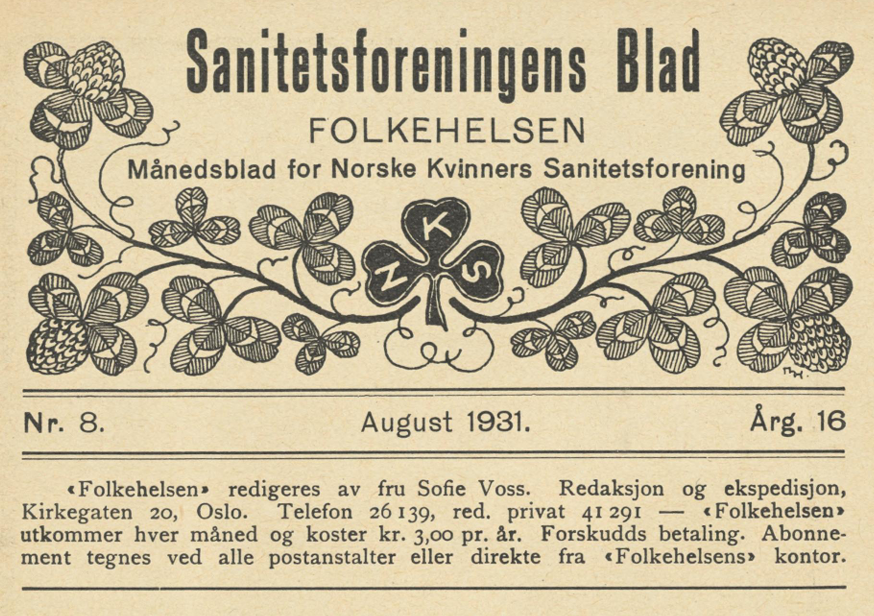
Titel von Folkehelsen. Sanitetsforeningens Blad. (1931)